# Conseqüència
La conseqüència, fonamental a la lògica, és la relació que hi ha entre un conjunt de proposicions (premisses) i una altra proposició darrera (conclusió) quan aquesta "se segueix" de les primeres. És, per tant, la relació que es dona entre premisses i conclusió en un argument lògicament correcte, i també és la relació que s'obté en un procés d'inferència deductiva o de demostració entre la proposició inferida o demostrada i les que s'han usat com a hipòtesi.

## Noció
Sigui Γ un conjunt arbitrari de proposicions i A una proposició qualsevol. Γ/A denota l'argument que té Γ com a conjunt de premisses i A com a conclusió. Amb la notació Γ {\displaystyle \vdash }A expressem que A és conseqüència lògica de Γ.
Per exemple, En Cobi té quatre potes és conseqüència lògica de Tots els gossos tenen quatre potes i En Cobi és un gos.

### Explicacions modals
Les explicacions modals de la noció de conseqüència lògica són variacions de la següent idea:
- Γ {\displaystyle \vdash }A si i només si és necessari que si tots els elements de Γ són vertaders, llavors A també sigui vertader.

Alternativament, i molts dirien que equivalentment:
- Γ {\displaystyle \vdash }A si i només si és impossible que tots els elements de Γ siguin vertaders i A fals.

Aquestes explicacions s'anomenen "modals" perquè es basen en les nocions modals de possibilitat i necessitat. És necessari que sovint és interpretat com un quantificador universal sobre móns possibles, de manera que l'explicació es llegiria així:
- Γ {\displaystyle \vdash }A si i només si no hi ha cap món possible en què els elements de Γ siguin vertaders i A sigui fals.

Considerem l'explicació modal de l'argument que hem esmentat abans com a exemple:
Tots els gossos tenen quatre potes.

En Cobi és un gos.

Per tant, en Cobi té quatre potes.
La conclusió és conseqüència lògica de les premisses perquè no podem imaginar un món en què (a) tots els gossos tenen quatre potes; (b) En Cobi és un gos; i (c) En Cobi no té quatre potes.

### Explicacions formals
Les explicacions formals són variacions de la següent idea bàsica:
- Γ {\displaystyle \vdash }A si i només si no hi ha cap argument que tingui la mateixa forma que Γ/A i en què les premisses siguin vertaderes i la conclusió sigui falsa.

Dues variacions habituals són:
1. Γ {\displaystyle \vdash }A si i només si no hi ha cap substitució uniforme de termes no lògics en Γ/A que doni lloc a un argument amb premisses vertaderes i conclusió falsa.
2. Γ {\displaystyle \vdash }A si i només si no hi ha cap manera d'interpretar els termes no lògics de Γ/A de manera que en resulti un argument amb premisses vertaderes i conclusió falsa.

Tornem a considerar l'argument:
Tots els gossos tenen quatre potes.

En Cobi és un gos.

Per tant, en Cobi té quatre potes.
L'explicació formal (1) ens diu que la conclusió és una conseqüència lògica de les premisses perquè per cap substitució uniforme dels termes no lògics (gos, tenir quatre potes, Cobi) a l'argument, no obtenim unes premisses vertaderes i una conclusió falsa. Per exemple podríem fer una substitució uniforme que generés aquest argument:
Tots els gratacels són alts.
La Torre Agbar és un gratacel.
Per tant, la Torre Agbar és alta.
Podem fer aquesta i moltes altres substitucions i mai obtindrem un argument amb premisses vertaderes i conclusió falsa, ja que l'argument és lògicament correcte en virtut purament de la forma lògica, que podem caracteritzar amb el següent esquema:
Tots els F són G.
a és un F.
Per tant, a és un G.
L'explicació formal (2) diu que la conclusió de l'exemple és conseqüència lògica de les premisses perquè per cap interpretació dels termes no lògics (gos, tenir quatre potes, Cobi) mai no farem que les premisses siguin vertaderes i la conclusió falsa. Suposem, per exemple, que interpretem que gos significa lampista, tenir quatre potes significa ser tímid, i Cobi significa Madonna (la cantant). Llavors les premisses de l'argument serien falses (ja que ni és veritat que tots els lampistes siguin tímids, ni tampoc que la Madonna sigui lampista) i també és falsa la conclusió (la Madonna no és tímida). Podríem fer moltes altres interpretacions però mai aconseguiríem que les premisses fossin vertaders i la conclusió falsa.

### Explicacions modal-formals
Les explicacions modal-formals combinen les que hem exposat anteriorment i varien a partir d'aquesta idea:
- Γ {\displaystyle \vdash }A si i només si és impossible que un argument tingui la mateixa forma lògica que Γ/A i tingui les premisses vertaderes i la conclusió falsa.

La majoria dels lògics estan d'acord que la conseqüència lògica, tal com s'entén intuïtivament, té aspectes modals i formals, i que algun tipus d'explicació modal-formal és la més correcta que podem donar.